# Chiesa dei Santi Domenico e Sisto

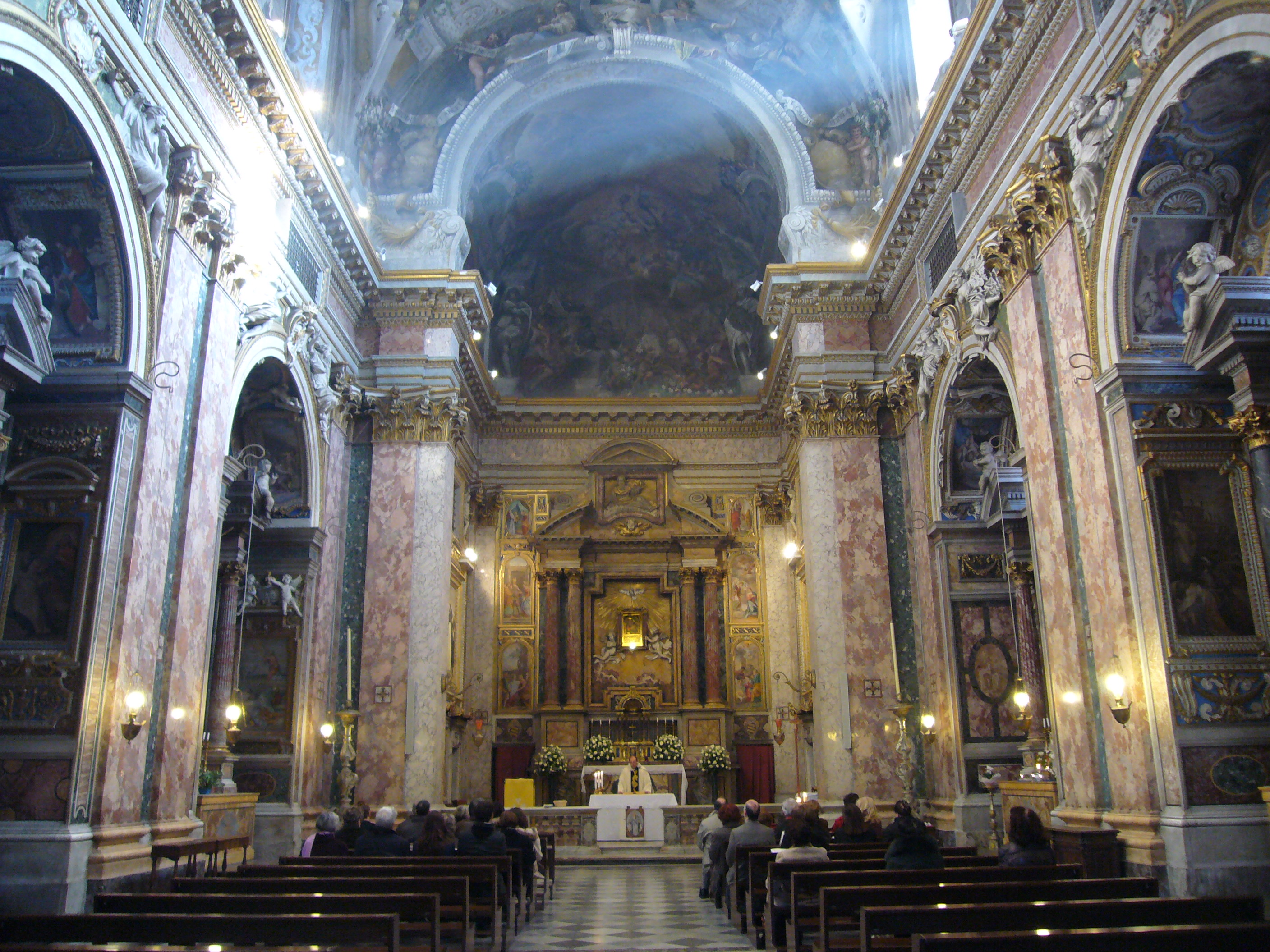
Interno della Chiesa dei Santi Domenico e Sisto

La chiesa dei Santi Domenico e Sisto è una chiesa di Roma, sede dal 2003 di titolo cardinalizio. È situata in largo Angelicum sul Quirinale ed è intitolata a san Domenico e san Sisto; fa parte del rione Monti.

## Storia
La prima chiesa in questo posto fu chiamata Santa Maria a Magnanapoli ed era stata costruita prima dell'XI secolo. Appartiene all'ordine delle monache domenicane del convento di San Sisto alle Terme di Caracalla (detto San Sisto Vecchio).
L'attuale chiesa è stata costruita per volere di papa Pio V, un domenicano egli stesso. I lavori di costruzione iniziarono nel 1569, nel 1575 iniziarono quelli del convento. L'originale piano doveva essere un lavoro di Giacomo della Porta, però il lungo periodo di costruzione (i lavori terminarono solamente nel 1663) impiegò anche altri architetti. La parte inferiore fu disegnata da Nicola Torriani e quella superiore da Torriani o da Vincenzo della Greca. Della Greca senza dubbio costruì la facciata in travertino barocco nel 1646, con suo fratello Felice, però la doppia scala del 1654 è attribuita a Orazio Torriani. Nella facciata sono inserite quattro statue: le due statue inferiori raffigurano san Tommaso d'Aquino e san Pietro da Verona e sono di Carlo Maderno, mentre le due statue superiori raffigurano san Domenico e san Sisto II papa e sono di Marcantonio Canini.

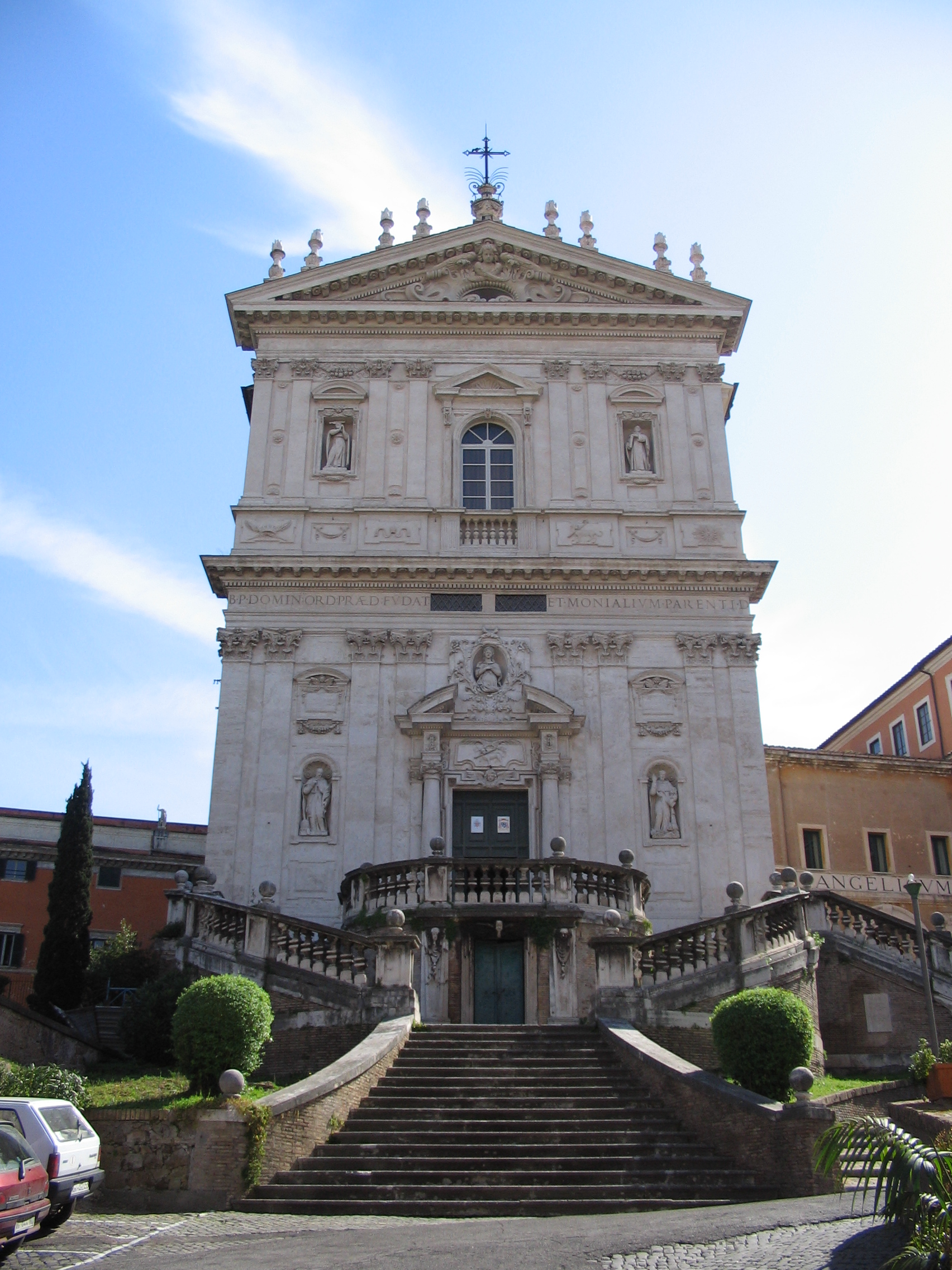
Esterno della chiesa

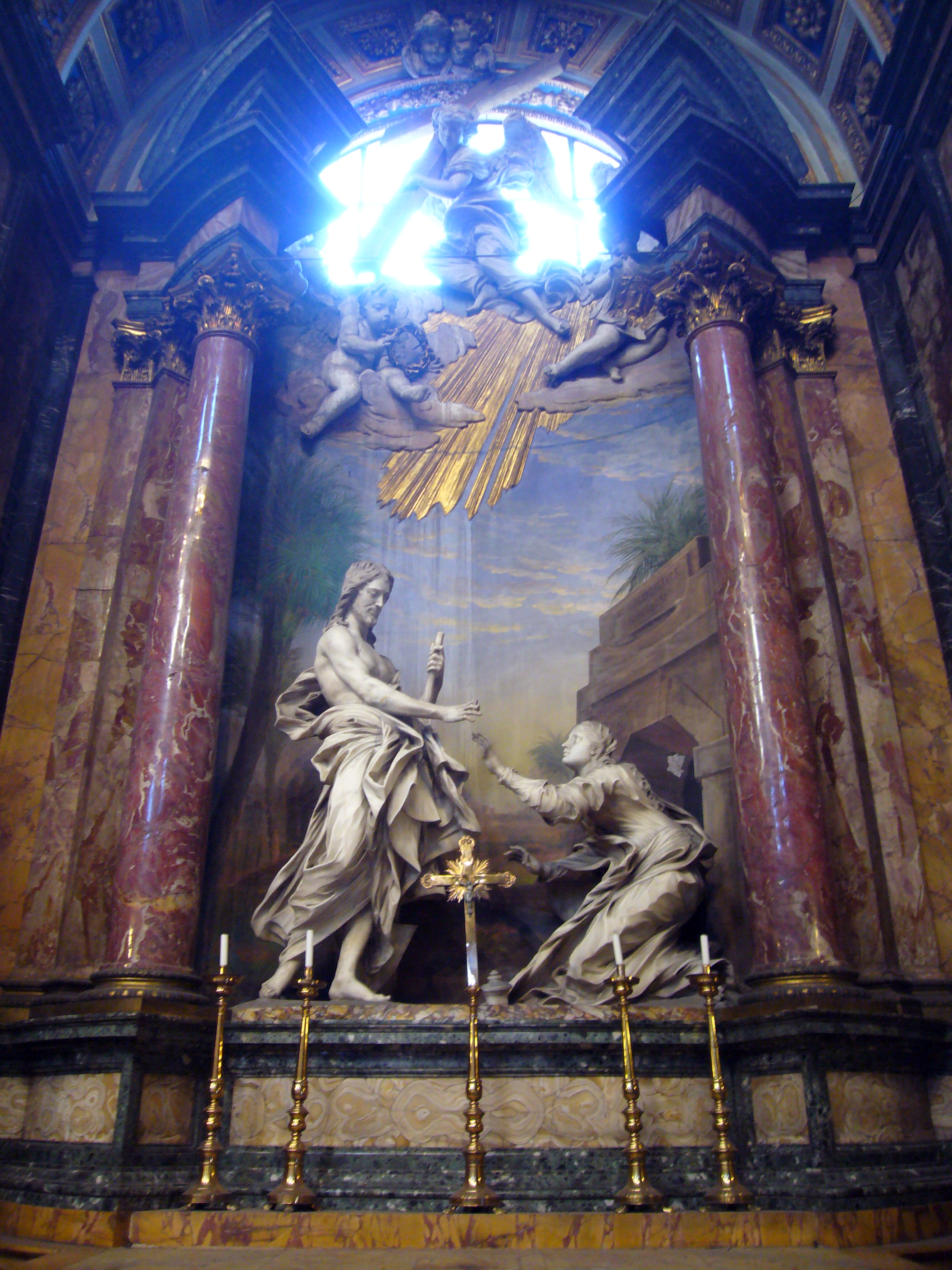
Noli me tangere

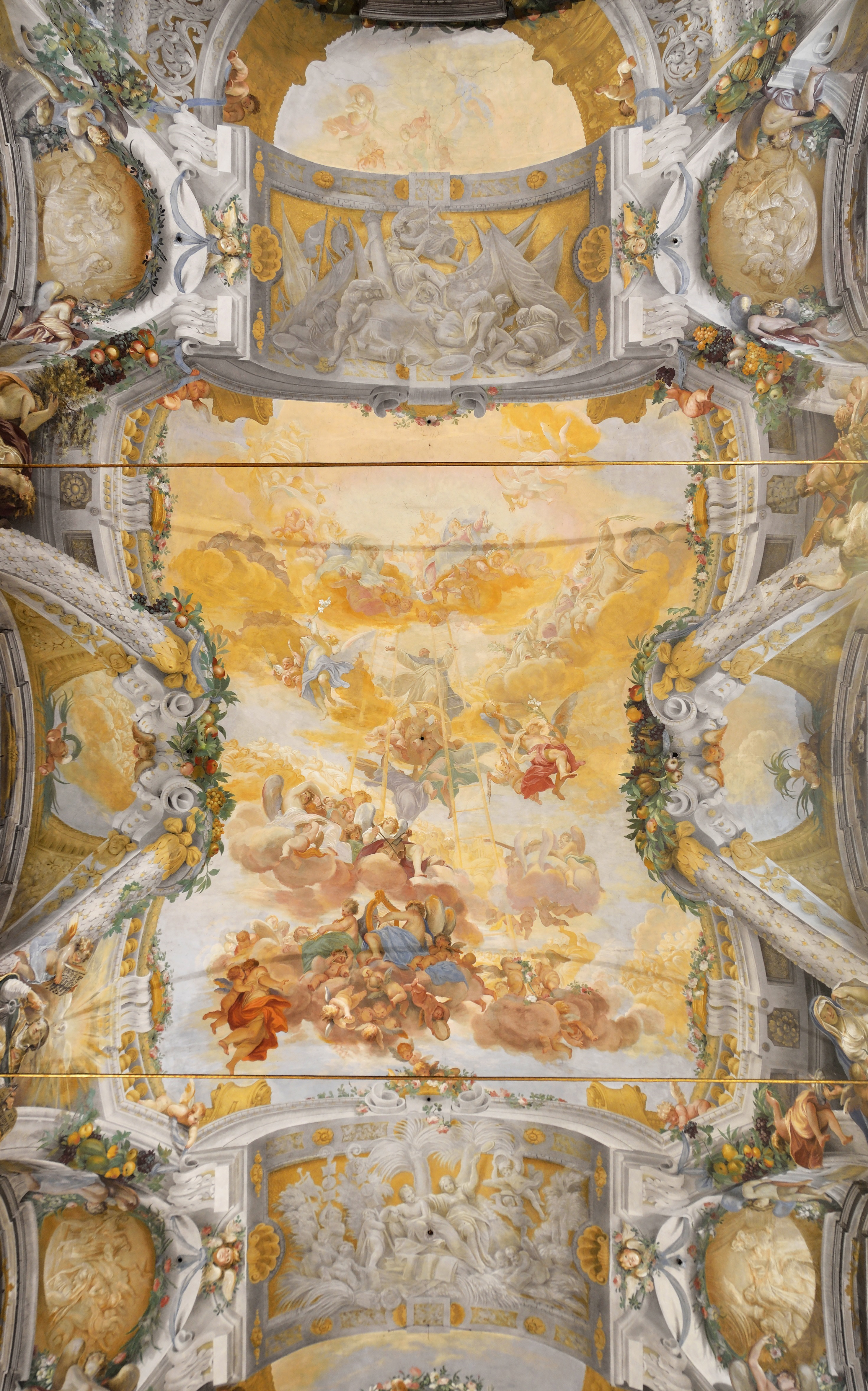
L'apoteosi di San Domenico

Gian Lorenzo Bernini disegnò l'altare maggiore, la prima cappella del lato sud, l'altare di questa cappella e il gruppo di sculture Noli me tangere per questa cappella nel 1649 (a scolpire però non fu materialmente lui ma il suo allievo Antonio Raggi). Nel 1640 il maestro scalpellino Alessandro Montonese realizzò nel presbiterio le quattro porticine su disegno di Giovanni Battista Soria; nello stesso presbiterio si devono a lui il pavimento in marmo e il rivestimento in marmi policromi alle pareti.
L'affresco sul soffitto, L'apoteosi di san Domenico, è stato dipinto nel 1674 da Domenico Maria Canuti, con trompe l'oeil realizzati da Enrico Haffner.
Nel 2013 la chiesa compare nel film La grande bellezza di Paolo Sorrentino durante la scena d'un funerale.

## Cappelle
- L'altare nella terza cappella del lato sud è di Pier Francesco Mola e raffigura la visione di San Domenico.
- Nella seconda cappella del lato nord c'è il Matrimonio mistico di santa Caterina di Francesco Allegrini del 1532.
- Nella terza cappella del lato nord si può ammirare la Madonna col bambino del 1460 di Benozzo Gozzoli, un allievo di Fra' Angelico.